# Rupi costiere dell'Isola di Ischia
Rupi costiere dell'Isola di Ischia este o arie protejată (arie specială de conservare — SAC, sit de importanță comunitară — SCI) din Italia întinsă pe o suprafață de 685 ha, integral pe uscat.

## Localizare
Centrul sitului Rupi costiere dell'Isola di Ischia este situat la coordonatele 40°42′36″N 13°56′26″E / 40.71°N 13.940556°E.

## Înființare
Situl Rupi costiere dell'Isola di Ischia a fost declarat sit de importanță comunitară în mai 1995 pentru a proteja 21 de specii de animale. Situl a fost protejat și ca arie specială de conservare în noiembrie 2019.

## Biodiversitate
Situată în ecoregiunea mediteraneană, aria protejată conține 3 habitate naturale: Faleze cu vegetație de Limonium spp. endemic de pe coastele mediteraneene, Formațiuni scunde de Euphorbia în apropierea falezelor, Peșteri inaccesibile publicului.
La baza desemnării sitului se află mai multe specii protejate:
- păsări (18): Calonectris diomedea, chirighiță neagră (Chlidonias niger), erete de stuf (Circus aeruginosus), erete alb (Circus macrourus), erete cenușiu (Circus pygargus), prepeliță (Coturnix coturnix), șoim călător (Falco peregrinus), muscar-gulerat (Ficedula albicollis), Hydrobates pelagicus, Larus argentatus, pescăruș sur (Larus canus), pescăruș negricios (Larus fuscus), pescăruș râzător (Larus ridibundus), gaia neagră (Milvus migrans), vultur pescar (Pandion haliaetus), viespar (Pernis apivorus), Phalacrocorax carbo sinensis, turturică (Streptopelia turtur)
- mamifere (2): liliacul mare cu potcoavă (Rhinolophus ferrumequinum), liliacul mic cu potcoavă (Rhinolophus hipposideros)
- nevertebrate (1): Melanargia arge

Pe lângă speciile protejate, pe teritoriul sitului au mai fost identificate 2 specii de plante, 2 specii de reptile.